# 阿登佐岳
阿登佐岳（日语：／；阿伊努语：アツ゚サヌプリ）是择捉岛的火山，属北海道根室振兴局或萨哈林州库里尔斯克区，海拔1,206米，最近一次喷发在1932年。